# IC 1534
IC 1534 — галактика типу S0 (спіральна галактика) у сузір'ї Андромеда.
Цей об'єкт міститься в оригінальній редакції індексного каталогу.